# Бејли-Хамилтон (острво)
Острво Бејли-Хамилтон (енгл. Baillie-Hamilton Island) је једно од острва у канадском арктичком архипелагу. Острво је у саставу Нунавута, канадске територије, близу острва Корнволис. 
Површина износи око 290 km².
Острво је ненасељено.